# Belagerung von Mainz (1795)
1792

Porrentruy – Marquain – Quiévrain – Verdun – Thionville – Valmy – Lille – Mainz (1792) – Jemappes
1793

Aldenhoven I – Namur – Neerwinden – Mainz (1793) – Famars – Valenciennes (1793) – Arlon (1793) – Hondschoote – Meribel – Avesnes-le-Sec – Pirmasens – Toulon – Fontenay-le-Comte – Cholet – Lucon – Trouillas – Dünkirchen – Le Quesnoy – Menin I – Wattignies – Weißenburg I – Biesingen – Kaiserslautern I – Weißenburg II
1794

Boulou – Landrecis – Menin II – Mouscron – Martinique – Guadeloupe – Tourcoing – Tournai – Kaiserslautern II – San-Lorenzo de la Muga – 13. Prairial – Fleurus – Kaiserslautern III – Vosges – Aldenhoven II
1795

Cornwallis’ Rückzug – Genua – Groix – Hyeres – Handschuhsheim – Mainz (1795) – Mannheim – Loano
1796

Montenotte – Millesimo – Dego – Mondovì – Lodi – Borghetto – Castiglione – Mantua – Siegburg – Altenkirchen – Wetzlar – Kircheib – Kehl – Kalteiche – Friedberg  – Malsch – Neresheim – Sulzbach – Deining – Amberg – Würzburg – Neufundland – Rovereto – Bassano – Limburg – Biberach I – Emmendingen – Schliengen – Caldiero – Arcole – Irland
1797

Fall von Kehl – Rivoli (1797) – St. Vincent – Diersheim – Santa Cruz – Neuwied – Camperduin
Die Belagerung von Mainz durch die Franzosen dauerte vom 14. Dezember 1794 bis 29. Oktober 1795 und war Teil des Ersten Koalitionskrieges. Die dritte zehnmonatige Blockade umschloss lediglich das westliche Rheinufer und führte nicht zum Ziel. Die Österreicher unter Graf von Clerfayt führten am entscheidenden letzten Tag der Blockade einen Überraschungsangriff gegen vier Divisionen der französischen Rhein- und Mosel-Armee unter General Schaal. Die rechte französische Division floh vom Schlachtfeld und zwang die drei anderen Divisionen, sich unter Verlust der gesamten Belagerungsartillerie zurückzuziehen.

## Vorgeschichte

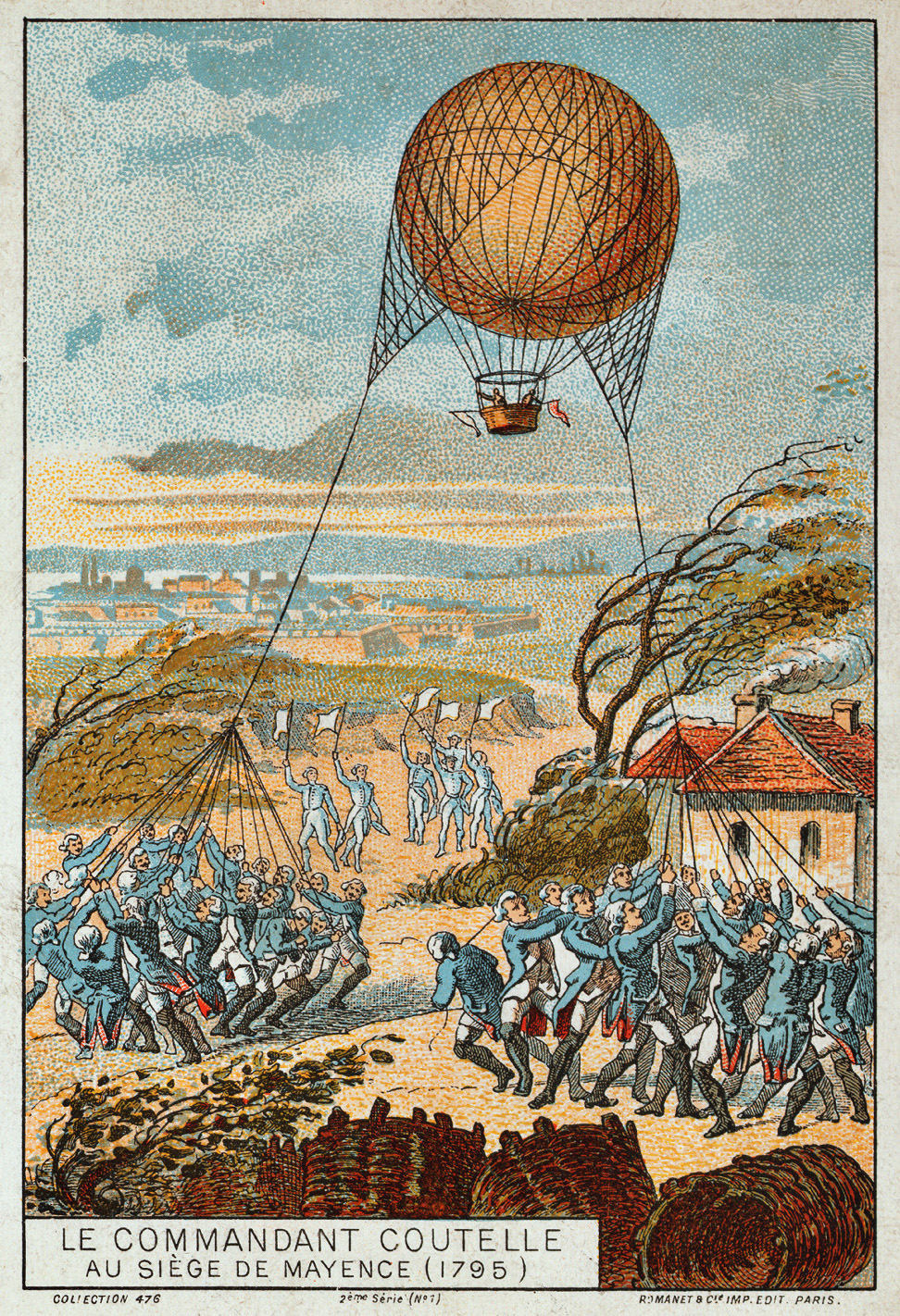
Fesselballon während der Belagerung von Mainz 1795

Stadt und Festung Mainz wurden im Oktober 1792 von den Franzosen kampflos besetzt, in der Folge entstand dort die kurzlebige Mainzer Republik. Nach dreimonatiger Belagerung (April–Juli 1793) wurde die Stadt von den Preußen unter General von Kalckreuth zurückerobert.
Im November 1794 erhielt der General Jean-Baptiste Kléber den Befehl, die Festung Mainz, welche er von früheren Operationen gut kannte, zu erobern. Am 7. und 8. November wurden die Mainzer Vorposten der Besatzung in die Außenwerke des Platzes zurückgedrückt, — am 12. November der Wald bei Gonsenheim und das Dorf Mombach von den Franzosen genommen. Die französischen Linien am linken Ufer verliefen ab Anfang November 1794 entlang Laubenheim, Weisenau, Hechtsheim (Division Courtot), Marienborn (Division Saint-Cyr), Ober-Olm (Division Mengaud), Gonsenheim (Division Reneauld) bis Mombach am rechten Ufer Kastel bis Kostheim. Das Hauptquartier von Mainz, in dem der französische Kommissar Merlin de Thionville residierte, befand sich in Ober-Ingelheim.
Die französischen Blockadetruppen standen halbkreisförmig mit zwei Divisionen unter Saint-Cyr und Desaix von der Rheinarmee und drei Divisionen unter Colaud, Reneauld und Desbureaux der Mosel-Armee, der rechte Flügel am Rhein bei Laubenheim, weiter über Hechtsheim, Marienborn und mit dem linken Flügel bei Budenheim wieder am Rhein.

## Die Belagerung
Die dritte Belagerung begann Ende 1794 unter General Jean-Baptiste Kléber, der am 14. November die Belagerung von Maastricht erfolgreich beendigt hatte. Klébers Armee war nicht groß genug, um die Blockadelinien ausreichend zu besetzen, zudem fehlte ihm schwere Artillerie, um die Mauern zu zerstören. Kleber übernahm Ende Dezember das Kommando über die vor Mainz neu formierte Armée de Mayence, die sich aus dem rechten Flügel der Mosel-Armee und dem linken Flügel der Rheinarmee gebildet wurde. Französische Truppen belagerten ab 14. Dezember 1794 die Westseite der Festung Mainz. Die Eroberung des Platzes Mainz war für die Franzosen unmöglich, solange die Verbindung mit dem rechten Ufer offen war, weil das dort lagernde Heer der Koalition die Festung versorgen konnte. Französische Truppen rangen mit den deutschen Vorposten wiederholt um das Dorf Weisenau, setzten sich in Bretzenheim fest, und eroberten die Zahlbacher Schanze, die sie aber am Abend wieder räumen mussten. Kleber teilte am 2. Dezember seine fünf vor Mainz stehenden Divisionen (52 Bataillone und 23 Schwadronen mit etwa 33.000 Mann) in drei Angriffsgruppen: die rechte Gruppe kommandiert von General Desaix, bestand aus den Divisionen Desaix und Tugnot; die mittlere Gruppe gebildet unter General Saint-Cyr und die linke Gruppe unter General Desbureaux, gebildet aus dessen Division und jener des Generals Reneauld. Die Franzosen bauten eine verschanzte Linie, welche die Festung am linken Rheinufer in einem Halbkreis umschloss. Die Stellungen waren durch eine dreifache Reihe von Wolfslöchern gesichert, die besonders zwischen Laubenheim und Hechtsheim stark ausgebaut wurden. In der Mitte zwischen Marienborn und Gonsenheim wurde eine zusätzliche Linie etabliert, die während der Monate mit 160 bis 200 Artilleriegeschützen gesichert wurden.
Im Frühjahr 1795 hatten die Österreicher vor Mainz eine kleine Rhein-Flottille organisiert, deren Kanonenboote nach und nach den Fluss zwischen Mannheim, Frankfurt und Koblenz den Rhein, Main und Mosel kontrollierten. Nachdem Mainz nicht mehr in der Lage war, die eigenen Truppen und die Versorgung der Mainzer Garnison weiter zu finanzieren, unternahm das Kurfürstentum Versuche, mit Frankreich einen Separatfrieden zu schließen. Da dies für Österreich den Verlust der Festung Mainz und damit den Zusammenbruch der gesamten Front am Rhein bedeutet hätte, waren der kaiserliche Befehlshaber in Zugzwang.
Die Belagerung wurde im Sommer 1795 verstärkt, als die Franzosen mit zwei Armeen eine neue Offensive über den Rhein starteten. Die militärischen Erfolge der Franzosen auf den anderen Kriegsschauplätzen sorgten dafür, dass man die vor Mainz stehenden französische Streitkräfte überschätzte und deshalb keinen wirkungsvollen Ausfall wagte. Auf der anderen Seite des Rheins formierten sich zwei österreichische Armeen unter Graf Clerfayt und Feldmarschall Wurmser. Anfang September 1795 überquerte die französische Sambre- und Maas-Armee den Niederrhein, rückte zum Main vor und drohte dann Mainz auch an der Ostseite des Flusses zu blockieren. Südlich von Mainz eroberte die Rhein- und Moselarmee unter General Pichegru Mannheim, während gleichzeitig im Norden die Sambre- und Maas-Armee unter General Jourdan Anfang September den Fluss überquerte und in Richtung Nassau vorrückte. Während man auf weitere Anweisungen aus Paris wartete, zog Jourdans Armee weiter nach Mainz, Pichegrus Truppen wollte von Mannheim weiter nach Nordosten vorgehen.
Die Österreicher und ihre Verbündeten unter dem Grafen von Clerfayt gingen am 10./11. Oktober über den Main und rückte bis zur Nidda vor. In der Schlacht von Höchst schlugen die Österreicher die französischen Truppen unter Jourdan und zwangen diese, sich wieder auf das Westufer des Rheins zurückzuziehen. Feldmarschall Wurmser schlug derweil Pichegru am 18. Oktober bei Mannheim und schloss dessen Truppen ein. Diese Verzögerung gab den Österreichern Zeit, die Lage zu ihren Gunsten wiederherzustellen. Wurmser konzentrierte seine Armee zum Entsatz von Mannheim und verschaffte Clerfayt freie Hand gegenüber Jourdan. Jourdans Heer war von Mainz rechts über Höchst nach Nassau ausgebreitet und theoretisch durch neutrales Gebiet in Frankfurt geschützt, aber Clerfayt marschierte durch einen Teil dieses Gebiets und war bis zum 11. Oktober in der Lage, um die linke Flanke der Franzosen herumzuziehen. In einem Kriegsrat lehnten Jourdans Offiziere jede Idee ab, die Österreicher anzugreifen, und stimmten für einen Rückzug. In der Nacht des 16. Oktober begann sich die Armee nach Norden zurückzuziehen und überquerte bis zum 20. Oktober den Rhein zwischen Neuwied und Düsseldorf. Damit waren die französischen Truppen, die Mainz blockierten, in gefährlicher Weise isoliert. Jourdan war jetzt ein Stück nordwestlich von Koblenz entfernt, während Pichegru in Mannheim war. General Clerfayt beschloss, die Mainzer Blockade zu brechen. Mit dem Ostufer des Rheins in österreichischer Hand konnte er die Stärke der Garnison in Mainz erhöhen, und am 29. Oktober starteten die Österreicher einen Überraschungsangriff aus der Stadt.
Clerfayt rückte mit seiner Armee am 27. Oktober von Wiesbaden nach Mainz und begab sich inkognito in die Stadt, um die Linien der Franzosen am linken Rheinufer aufzuklären. Er bemerkte schnell den Schwachpunkt der gegnerischen Stellungen zwischen Laubenheim und dem Talgrund am Rhein, wo auf 1500 Schritt wegen zu geringer Mannschaften eine Lücke in der Verteidigung offen blieb. Er plante auf diesem Punkt den Schwerpunkt für seinen Angriff am 29. Oktober anzusetzen.

### Der Sturmangriff am 29. Oktober 1795

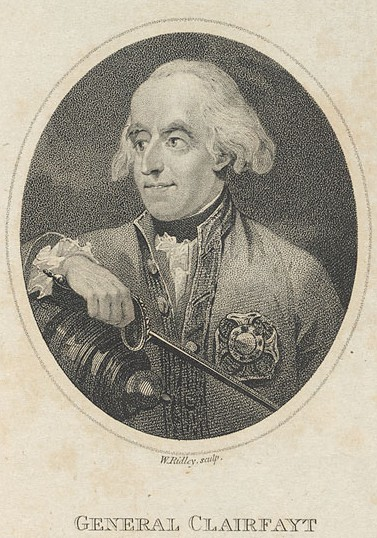
Charles de Croix, Graf von Clerfayt

Die für den Angriff vorgesehenen Truppen der österreichischen Streitkräfte betrugen 28 Bataillone, 32 Kompanien und 33 Schwadronen mit zusammen 30.600 Mann, darunter 5.118 Reiter. Generalfeldzeugmeister Clerfayt leitete den Angriff persönlich, als Stabschef fungierte der Graf von Wartensleben, die gesamte Artillerie unterstand dem Grafen Kolowrat-Krakowsky.
Planmäßig sollte bei Tagesanbruch durch Scheinangriffe auf Mombach und Gonsenheim die Aufmerksamkeit des Feindes auf seinen linken Flügel gelenkt werden und der Hauptangriff gegen den rechten Flügel der Franzosen geführt werden. Eine kleine Kolonne hatte den Rhein zu überqueren und über Bodenheim anzugreifen, auf Kanonenbooten wurden unter Major Williams 7 Kompanien gelandet, die dann bei Laubenheim angreifen sollten. Eine starke Abteilung sollte in der Weisenau gegen die rechte Flanke des Feindes an der Heilig-Kreuz Kirche angesetzt werden. Während an diesen Punkt, der als Schlüssel der gegnerischen Verteidigung angesehen wurde, gestürmt werden sollte, haben andere Kräfte den rechten Flügel der Franzosen durch Umfassung von der Rückseite aufzurollen.
General Schaal der die Blockade führte, hatte die französischen Stellungen am Westufer des Rhein in folgender Aufstellung besetzt, sein Hauptquartier befand sich zwei Meilen entfernt im Dorf Ober-Ingelheim.
- Division Courtot mit 9000 Mann von Laubenheim nach Hechtsheim; Hauptquartier in Bodenheim.
- Division Gouvion St.-Cyr mit 6800 Mann von Hechtsheim bis Marienborn; Hauptquartier in Nieder-Olm.
- Division Mengaud mit 6700 Mann zwischen Marienborn und Gonsenheim.
- Division Reneauld mit 8200 Mann zwischen Gonsenheim und Mombach an den Rhein. Die französische Kavallerie war in den äußeren Stadtteilen und in den nahen Dörfern an der Selz verteilt.

Für seinen Angriff verteilte Graf Clerfayt seine Armee in mehrere Kolonnen:
- Erste Kolonne unter Feldmarschallleutnant (FML) Andreas von Neu: 9 Bataillone, 8 Kompanien und 8 Schwadronen sollte Laubenheim und die nächstgelegenen Höhen nehmen.
- Zweite Kolonne unter dem Kommando von General Joseph Staader und FML Baron Prugglach mit 8 Bataillone, 5 Kompanien, 4 Schwadronen und 2 schweren Batterien; diese Kolonne soll gegen die Höhen von Hechtsheim marschieren.
- Dritte Kolonne unter FML Graf Wenzel von Colloredo-Mels: 5 Bataillone, 22 Schwadronen und 3 Batterien; diese Kolonne hatte Bretzenheim einzunehmen und gegen das französische Zentrum zu demonstrieren.
- Gruppe des Oberstleutnant Klein: 1 Bataillon hatte den Scheinangriff über den Hartenberg auf Gonsenheim zu führen.
- Gruppe des Major Montbach: 1 Bataillon und 2 Kompanien sollte über Hartmühle Angriffe auf das Dorf Mombach ausführen.
- Die Brigade des Generalmajor Prinz von Hohenlohe-Ingelfingen befand sich als Vorhut des Beobachtungskorps des Grafen Erbach-Schönberg mit 7 Kompanien am rechten Rheinufer bis Bingen, hatte den Fluss bei Walluf zu überschreiten und einen Scheinangriff zu führen. 4 Bataillone Grenadiere wurden zusätzlich in die Festung gebracht, um im Notfall die Mainzer Garnison zu stützen.

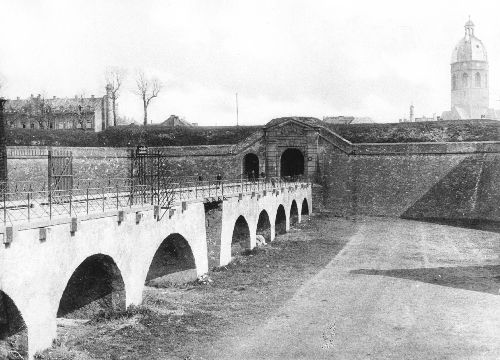
Gautor der Festung Mainz

In der Nacht zum 29. Oktober waren alle österreichischen Truppen in Bewegung, um zu den verschiedenen Punkten zu gelangen, an denen der Angriff beginnen sollte. Die Bewegungen wurden in Stille ausgeführt, heftiger Westwind begünstigte die Verschleierung. Um 8 Uhr morgens stand die Vorhut der Hauptkolonne vor der großen Sternbastion, dahinter wartete die Hauptmacht bei Mombach auf das Signal für den Angriff. Eine Sappeurabteilung unter Major Williams, bestehend aus 7 Kanonenbooten und 7 Transporter sammelte sich bei Ginsheim, trieb in der Nacht zwischen der Benzels-Au und der Jakobsberger-Au zum linken Ufer und landete 950 Mann zwischen Markhof und Nackenheim, ohne auf feindliche Posten zu stoßen. Die erste Hauptkolonne (9.200 Mann) von General von Neu rückte vom Neutor vor und formierte sich vor und rechts von Weisenau in drei Treffen, welche durch die Divisionen Wenckheim, Wolkenstein und Nauendorf gebildet wurden. Die 2. Kolonne unter FML Staader (7.920 Mann) rückte durch das Gautor und der Barriere von Marienborn und bildete zwei Treffen zwischen dieser Barriere und den Ruinen der Kirche vom Heiligen Kreuz während die Kavallerie als drittes Treffen bei Hechtsheim folgte. Die Kolonne des Obersten Petar Knesevich, 4 Kompanien und 10 Schwadronen stark, rückte von Weisenau nach Laubenheim vor. Die Vorhut der 3. Kolonne (7.440 Mann, davon 22 Eskadronen Kavallerie) unter Generalmajor Mercandin war nach Bretzenheim voraus gegangen und entfaltete sich an beiden Ufern Stroms bei Hechtsheim, rechts und links von Zahlbach, der von der ganzen Artillerie des FML Grafen Colloredo gedeckt wurde. Hilfstruppen unter Oberstleutnant Klein durchquerten das Münstertor und stellten sich auf dem Hartenberg auf. Major Williams verblieb nach der Besetzung von Bodenheim wegen seiner geringen Mannschaftsstärke im Dorf, ein Bataillon nahm in der Nähe der Hartmühle Stellung, zwei Kompanien dieser Kolonne postierten in der Nähe der dortigen Fabrik. Die französische Division St.-Cyr wurde in der Flanke und Rücken bedroht, sein zweites Treffen unter General Hauvel bildete nach rechts noch eine Hackenstellung. Diese Division, die den rechten Flügel der Verteidigung bildete, gab ihre Stellungen vor dem österreichischen Ansturm auf und zwang dadurch auch die drei anderen Divisionen zum Rückzug, die Belagerungsartillerie wurde dabei aufgegeben. In diesem Kampf wurde zum zweiten Mal im Ersten Koalitionskrieg ein Beobachtungsballon eingesetzt. Die Franzosen verloren 138 Geschütze, 250 Munitionswagen und 1633 Gefangene. Bei den Österreichern fielen FML von Schmertzing und Generalmajor Wolkenstein während der Angriffe, des Weiteren gab es Verluste von 77 Offizieren und 1386 Mann.

## Folgen
Am 29. Oktober gelang es den Österreichern, den französischen Belagerungsring um Mainz zu durchbrechen. Der propagandistische und politische Impuls dieses Erfolges vereitelte alle weiteren Versuchte eines Mainzer Separatfriedens mit der französischen Republik. Clerfayt besiegte die Belagerungstruppen von Mainz auf dem linken Ufer und drängte sie hinter die Nahe zurück. Auch im weiteren Verlauf des Feldzuges waren die Österreicher überall in der Offensive, konnten ihren Erfolg durch interne Streitigkeiten aber nicht wirklich ausnutzen. Clerfayt besiegte am 10. November die französische Armee in der Schlacht von Pfeddersheim. Dieser Sieg ermöglichte es, die französische Garnison in Mannheim wirkungsvoller zu belagern. Am 22. November 1795 nach einer einmonatigen Belagerung ergab sich die 10 000 Mann starke französische Garnison unter General Montaigu. Der Feldzug von 1795 wurde beendet. Trotz dieser Siege der Alliierten und der Behauptung der Stadt durch die Österreicher bis zum Kriegsende wurde sie nach französischen Erfolgen in den Feldzügen von 1797 im Frieden von Campo Formio an Frankreich abgetreten. Die Franzosen annektierten das gesamte linke Rheinufer.